# Бялата робиня
„Бялата робиня“ (на испански: La esclava blanca) е колумбийска теленовела, продуцирана и излъчена от Каракол Телевисион през 2016 г.
В главните роли са Нереа Камачо, Ориан Суарес, Мигел де Мигел и Модесто Лацен.

## Сюжет
Виктория Кинтеро е родена дъщеря на Дон Доминго Кинтеро, собственик на имението Ел Еден, и съпругата му Елена. След няколко седмици родителите ѝ умират в пожар, умишлено запален от съседен собственик на земя и търговец, Николас Паренйо, който иска земята от Кинтеро. Виктория е спасена от черната си медицинска сестра Лоренца и съпруга ѝ Томас. С дъщерите си Милагрос и Росита Виктория е отведена в паленка дълбоко в джунглата, където в продължение на дванадесет години израства като кестеняв, вярвайки, че това е нейното семейство.
Виктория има приятел в паленкето Мигел, извънбрачният син на Сара, избягала робиня, и Пареньо. Заедно те посещават град Санта Марта, но са върнати към паленката от войници, които вярват, че Виктория, бяло момиче, е отвлечена. След това Паррено чува за предполагаемо отвлеченото момиче, предполага, че е изчезналата Виктория, и заповядва на своя бригадир да я убие. При нападение над паленкето много от кестенявите, включително Лоренца, биват убивани, а оцелелите са пленени и върнати в робство. Томас, дъщерите му и Мигел вече стават роби на Пареньо.
Виктория избягва нападението и търси убежище в селската църква, чийто свещеник отец Октавио я изпраща да се присъедини към манастир в Испания, където я учат да чете, пише и служи като послушница. Няколко десет години по-късно Виктория избягва от манастира с помощта на най-добрия си приятел Ремедиос. След това тя се връща в Санта Марта, представяйки се за Лусия де Бракамонте, испанска аристократка, която е сключила споразумение да се ожени за Пареньо. Планът на Виктория е просто да намери Мигел и семейството му и да ги отведе, но в Санта Марта ѝ разказват историята на смъртта на родителите си и решава да остане и да унищожи Пареньо.

## Актьори
- Нереа Камачо – Виктория Кинтеро
- Ориан Суарес – Мигел Нава Солер
- Мигел де Мигел – Николас Пареньо
- Модесто Лацен – Томас
- Норма Мартинес – Дона Адела де Пареньо
- Рикардо Весга – Енрике Моралес
- Виня Мачадо – Евгения Ъптън
- Андрес Суарес – Капитан Франсиско Гранадос
- Наташа Клаус – Ана де Гранадос
- Мирослава Моралес – Лоренца Арагон Йепес
- Ана Москера – Милагрос
- Мауро Донети – Генерал Фидел Маркес
- Лучано Д'Алесандро – Алонсо Маркес
- Паола Морено – Ремедиос
- Карел Ласо – Тринидад
- Кристина Гарсия – Изабелита Париньо
- Андрес Пара – Габриел Маркес
- Леонардо Акоста – Артуро Лопес
- Хосе Хулиан Гавирия – Хайме Лопес
- Карол Маркес – Хесус Пиментел
- Андреа Гомес – Каталина Рестрепо
- Роберто Кано – Фелипе Рестрепо

## В България
В България теленовелата се излъчи през 2018 г. по Диема Фемили с дублаж на български език.